# باشگاه فوتبال اسپالدینگ یونایتد
باشگاه فوتبال اسپالدینگ یونایتد (به انگلیسی: Spalding United Football Club) یک باشگاه فوتبال در شهر اسپالدینگ، لینکلن‌شر، کشور انگلستان است که در سال ۱۹۲۱ میلادی تأسیس شده‌است.